# 周电
周电，教授，电子学方面专家，原复旦大学微电子研究院院长。

## 生平
1982年和1985年先后在复旦大学获得物理学学士、电子工程学硕士学位，1990年获得伊利诺伊大学厄巴纳-香槟分校电子与计算机工程学理学博士学位；
1990年起在北卡罗莱纳大学夏洛特分校任助理教授、副教授，1999年起任德州大学达拉斯分校电子与计算机工程系教授，2003至2006年任复旦大学微电子研究院院长。